# سفارة زامبيا لدى السعودية
سفارة زامبيا لدى السعودية هي الممثلية الدبلوماسية العليا لدولة زامبيا لدى المملكة العربية السعودية. تقع السفارة في حي المرسلات في الرياض.